# Waldenøya
Waldenøya est une île de Norvège située dans l'Océan Arctique, tout au nord du Svalbard. Elle se trouve à 25 km au sud-ouest de l'île Parryøya.

## Histoire
L'île est nommée d'après l'aspirant John Walden qui avait participé à une expédition arctique en 1773 à bord du HMS Carcass.
Les Sjuøyane ainsi que ses eaux environnantes sont incluses dans la réserve naturelle de Nordaust-Svalbard (1973).